# Sex, Love and Cold Hard Cash
Sex, Love and Cold Hard Cash (conocida en España como Sexo, amor y pelas) es una película del género suspenso de 1993, dirigida por Harry Longstreet, que a su vez la escribió, musicalizada por John M. Keane, en la fotografía estuvo Robert Draper y los protagonistas son JoBeth Williams, Tony Denison y Stephen Rowe, entre otros. El filme fue realizado por MCA Television Entertainment (MTE), se estrenó el 13 de mayo de 1993.

## Sinopsis
A un ex reo le desapareció lo que había robado, más tarde, con la ayuda de una hetaira tratara de encontrar la plata.